# AJ-60A

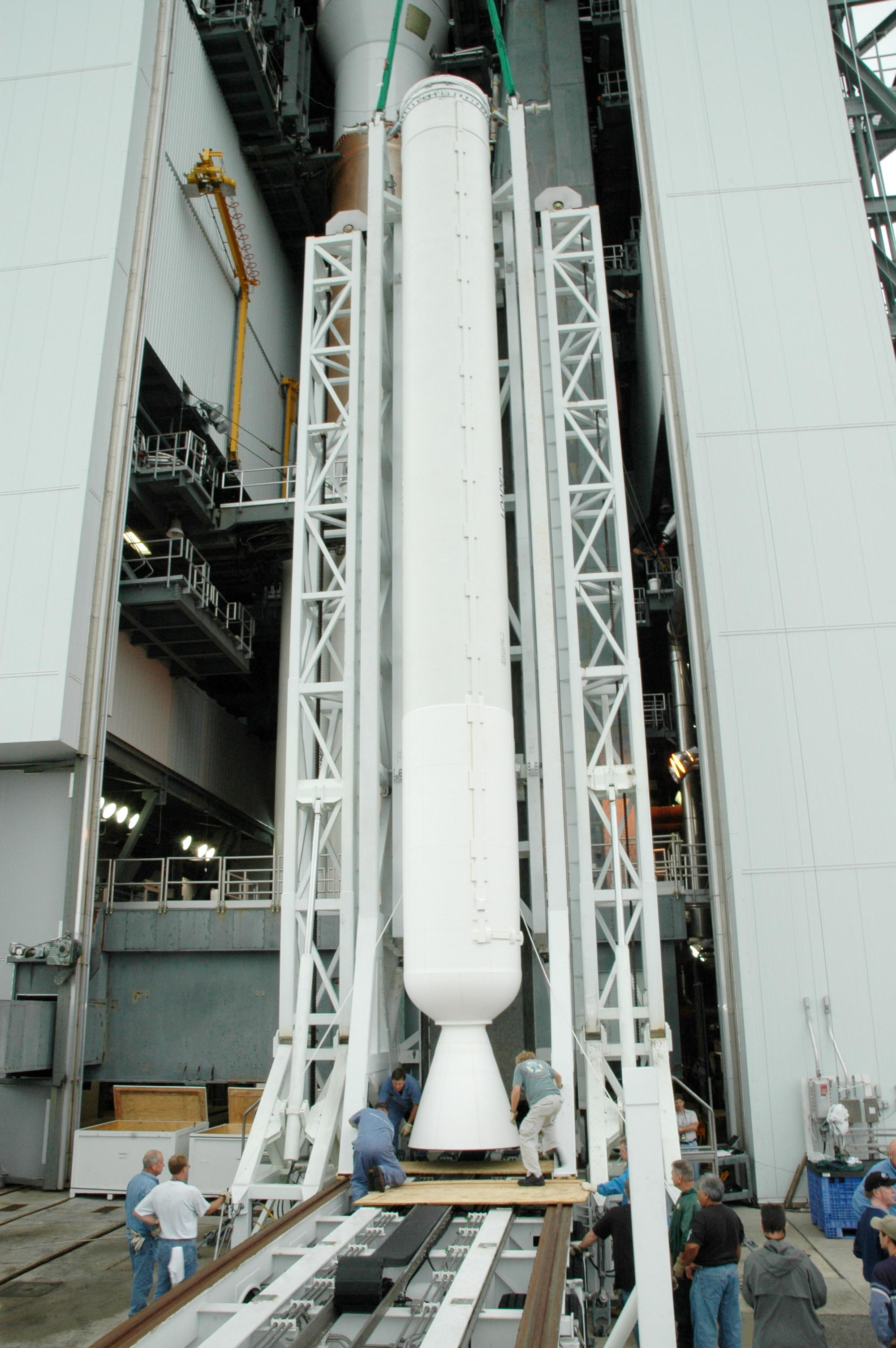
Um reforçador AJ-60A, sem o cone aerodinâmico sendo içado para um Atlas V

O AJ-60A é um reforçador de combustível sólido produzido pela Aerojet Rocketdyne que foi desenvolvido entre 1999 e 2003. Atualmente é usado para montar um conjunto de reforçadores para o veículo lançador Atlas V da United Launch Alliance.[carece de fontes?]